# Philippe Berthelot
Philippe Joseph Louis Berthelot (* 9. Oktober 1866 in Sèvres, Hauts-de-Seine; † 22. November 1934 in Paris) war ein französischer Diplomat.

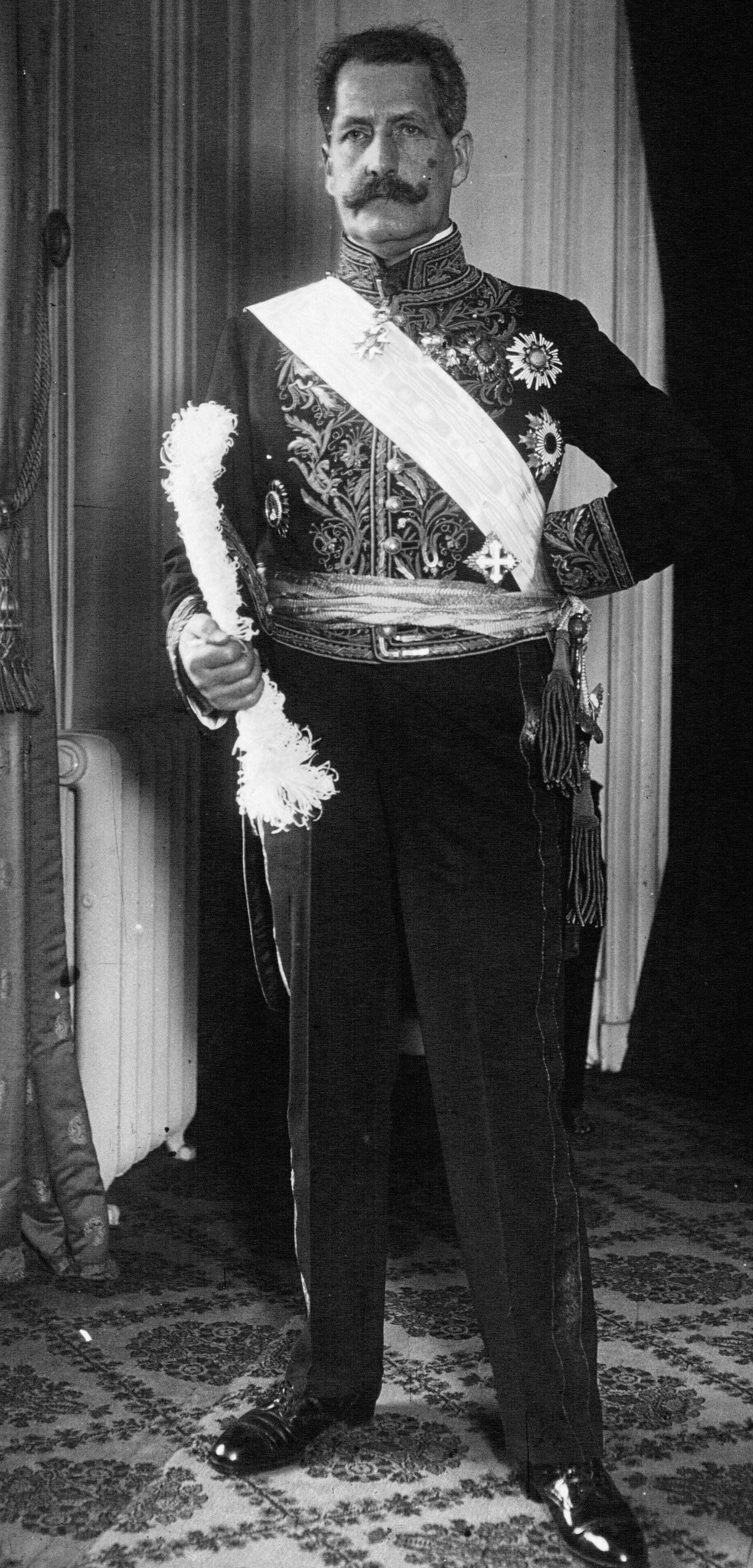
Philippe Berthelot (1925)

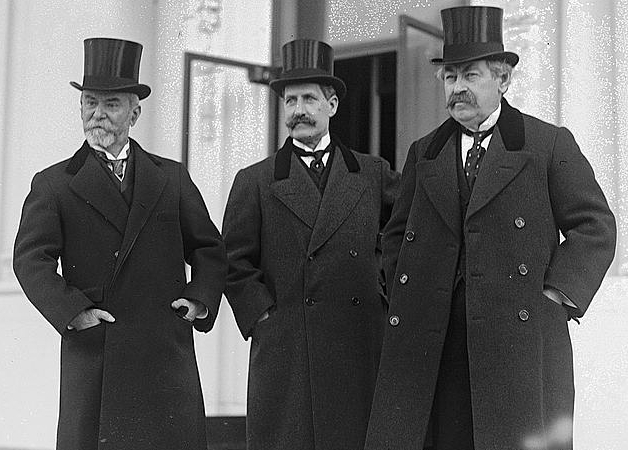
Bertholet mit Jules Jean Jusserand (links) und Aristide Briand (rechts) 1921 in Washington, D.C.

## Leben
Der Sohn des Chemikers und Politikers Marcellin Berthelot trat 1899 in den diplomatischen Dienst ein und wurde 1904 nach zweijähriger Verwendung an der Botschaft in China in das Außenministerium, das sogenannte Quai d’Orsay, versetzt, wo er in den folgenden Jahren zu einem der maßgeblichen Beamten aufstieg. Beim Ausbruch des Ersten Weltkrieges nahm er an den Folgeverhandlungen zu den Balkankriegen teil. Nach seiner Teilnahme an der Versailler Friedenskonferenz wurde er 1919 zum Direktor für politische und kommerzielle Angelegenheiten im Außenministerium im Ranges eines Staatsrates ernannt und bekleidete somit eine der höchsten Positionen.
Im September 1920 übernahm er das speziell für ihn neugeschaffene Amt des Generalsekretärs des Außenministeriums im Range eines Botschafters und war in den nächsten Jahren einer der einflussreichsten Berater so namhafter Außenminister wie Aristide Briand und Édouard Herriot. Aufgrund seiner Beteiligung am Bankrott der Banque Industrielle de Chine, dessen Präsident sein Bruder André Berthelot war, wurde er am 30. Dezember 1921 von seinem Amt nach einer von Außenminister Raymond Poincaré angeordneten internen Untersuchung beurlaubt.
Am 2. April 1925 wurde er wieder zum Generalsekretär des Außenministeriums und bekleidete dieses Amt bis 1933. Im September 1925 begleitete er Briand zu den Verhandlungen von Locarno. In den folgenden Jahren war er neben einer internen Organisation des Außenministeriums auch für die Neugestaltung der französischen Außenpolitik verantwortlich, die er als „enge Union mit dem Vereinigten Königreich, sowie eine Wiederannäherung an Deutschland“ beschrieb.
Im Laufe seiner Laufbahn hatte er maßgeblichen Einfluss auf die diplomatische Karriere der Schriftsteller Paul Claudel, Saint-John Perse, Jean Giraudoux sowie Paul Morand, mit denen ihn nicht nur die berufliche Zusammenarbeit, sondern auch eine persönliche Freundschaft verband. Nachfolger als Generalsekretär des Quai d’Orsay wurde Saint-John Perse.